# Rue Lissignol
La rue Lissignol est une voie du quartier Saint-Gervais à Genève en Suisse. Son code de voie est le 13978.

## Situation
Cette rue s'étend de la rue Rousseau à la rue Paul-Bouchet en formant une équerre à angle droit.

## Origine du nom
Cette rue a été nommée d'après Théodore Lissignol, directeur du cadastre et conseiller d’État genevois. Il fit de la ville de Genève sa légataire universelle, laissant 60 000 francs pour fonder la bourse qui porte son nom, destinée à l'encouragement des beaux-arts.

## Historique

### Création de la rue
La rue Lissignol est créée dans le cadre d'un projet immobilier qui vise à construire 12 immeubles de logements bon marché. Dans ce but, entre 1875 et 1876, la ville de Genève entreprend le percement de la rue Paul-Bouchet. Les premiers bâtiments sont achevés en 1877 . Le tracé de la rue est âprement débattu.

### Habitat collectif et vie alternative
Deux projets d'habitat collectif se sont développés dans la rue, l'un dans le bâtiment du 1-3 rue Lissignol, l'autre dans le bâtiment 8-10 rue Lissignol. Une fête de rue annuelle, la fête à théo , est créée, ainsi qu'un festivals d'art, le Baz-Art .

### Rénovations
À partir de 1995, la Ville de Genève lance un programme de rénovation des bâtiments d'habitation. Les habitants titulaires de baux de confiance sont consultés et leur relogement est garanti. Ceci soulève de nombreuses oppositions au niveau politique .

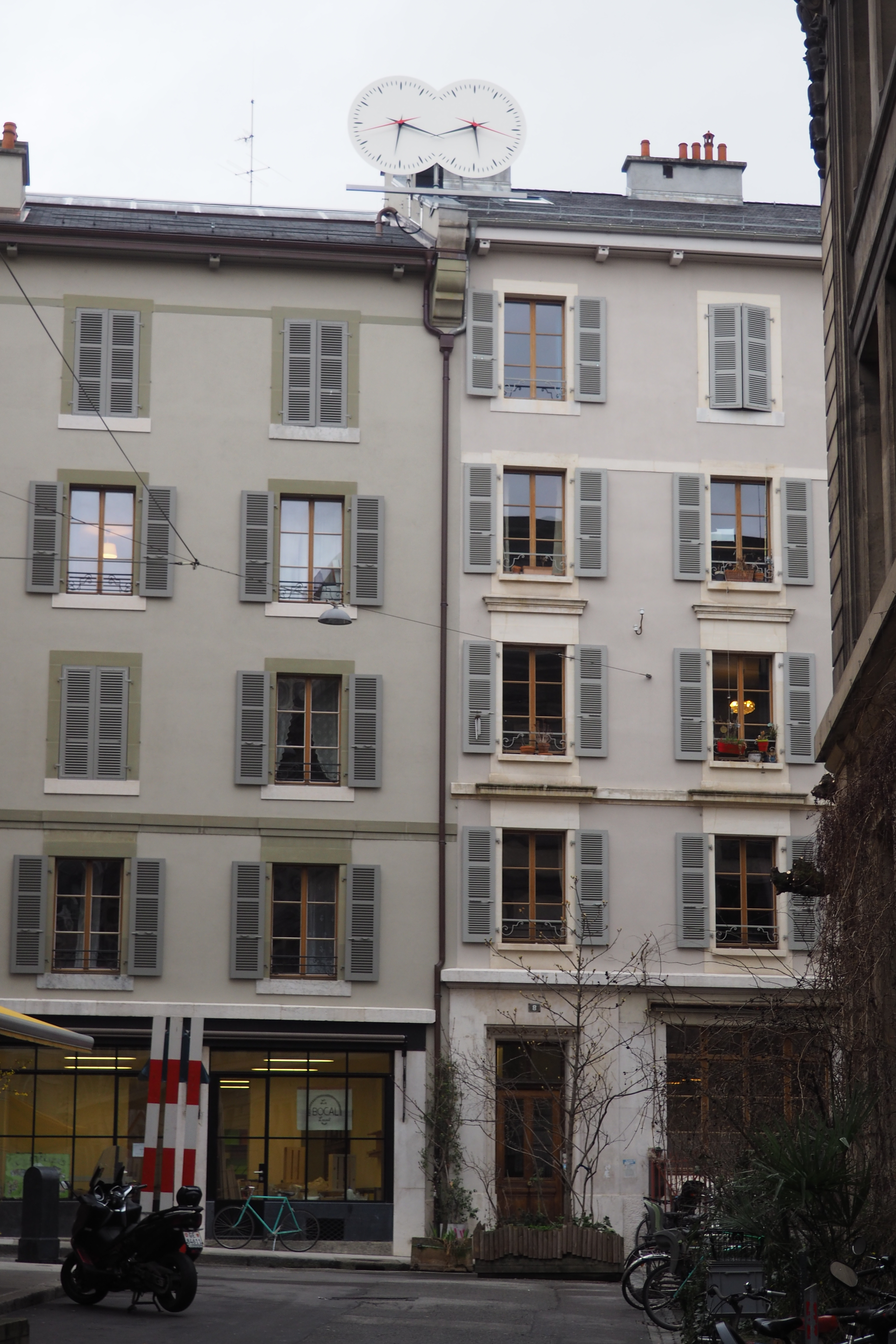
Les Inséparables.

Le Fonds d'Art Contemporain de la Ville de Genève a fait installer une œuvre d'art sur la toiture du 8-10 rue Lissignol.

## Bâtiments remarquables

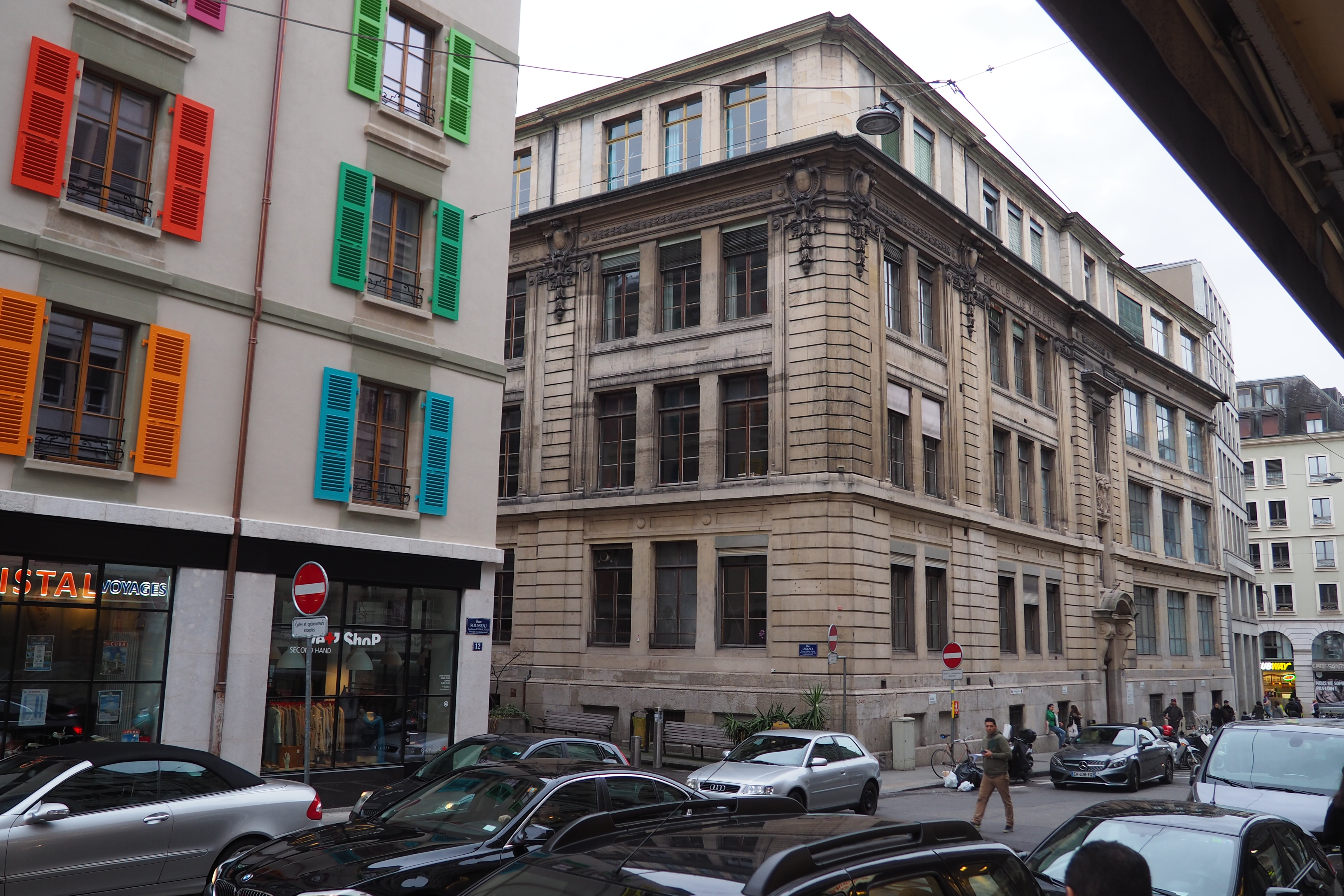
Ancienne École Ménagère.

Le bâtiment de l'ancienne école ménagère est situé à l'angle de la rue Lissignol et de la rue Rousseau.

## Ouvrages
Du bitume au grenier, histoire d’une rue singulière à Genève, ouvrage collectif. 2010. Editions Lissibédé